# Едвард Мосер
 Едвард Мосер (на норвежки: Edvard Moser, [ɛdvɑɖ moːsɛr]) е норвежки невроучен; носител на Нобелова награда за физиология или медицина (2014 г.).

## Биография
Той е роден на 27 април 1962 г. в Олесун в семейството на строител на органи, имигрант от Германия. През 1990 г. завършва психология, а през 1995 г. защитава докторат по неврофизиология в Университета на Осло. Работи в областта на невронауката в сътрудничество със съпругата си Май-Брит Мосер, заедно с която открива невроните за място.
През 2014 г. двамата, заедно с Джон О'Кийф, получават Нобелова награда за физиология или медицина „за тяхното откритие на клетки, образуващи позиционираща система в мозъка“.
Двамата съпрузи Мосер съобщават през 2016 г., че се развеждат.